# Vicariato apostolico di Taytay
Il vicariato apostolico di Taytay (in latino: Vicariatus Apostolicus Taytayensis) è una sede della Chiesa cattolica nelle Filippine immediatamente soggetta alla Santa Sede. Nel 2022 contava 485.952 battezzati su 694.218 abitanti. È retta dal vescovo Broderick Soncuaco Pabillo.

## Territorio
Il vicariato apostolico comprende la parte settentrionale della provincia filippina di Palawan.
Sede del vicariato è la città di Taytay, dove si trova la cattedrale di San Giuseppe.
Il territorio è suddiviso in 24 parrocchie.

## Storia
Il vicariato apostolico è stato eretto il 26 marzo 2002 con la bolla Evangelizandi operi di papa Giovanni Paolo II, ricavandone il territorio dal vicariato apostolico di Palawan (oggi vicariato apostolico di Puerto Princesa).

## Cronotassi dei vescovi
Si omettono i periodi di sede vacante non superiori ai 2 anni o non storicamente accertati.
- Edgardo Sarabia Juanich (13 maggio 2002 - 14 novembre 2018 dimesso)
  - Sede vacante (2018-2021)
- Broderick Soncuaco Pabillo, dal 29 giugno 2021

## Statistiche
Il vicariato apostolico nel 2022 su una popolazione di 694.218 persone contava 485.952 battezzati, corrispondenti al 70,0% del totale.
| anno | popolazione | popolazione | popolazione | presbiteri | presbiteri | presbiteri | presbiteri                | diaconi | religiosi | religiosi | parrocchie |
| anno | battezzati  | totale      | %           | numero     | secolari   | regolari   | battezzati per presbitero | diaconi | uomini    | donne     | parrocchie |
| ---- | ----------- | ----------- | ----------- | ---------- | ---------- | ---------- | ------------------------- | ------- | --------- | --------- | ---------- |
| 2002 | 265.000     | 310.383     | 85,4        | 19         | 18         | 1          | 13.947                    |         | 1         | 17        | 16         |
| 2003 | 265.000     | 310.383     | 85,4        | 19         | 17         | 2          | 13.947                    |         | 2         | 15        | 16         |
| 2004 | 271.948     | 319.694     | 85,1        | 22         | 20         | 2          | 12.361                    | 3       | 2         | 15        | 16         |
| 2010 | 304.000     | 355.000     | 85,6        | 32         | 27         | 5          | 9.500                     |         | 6         | 12        | 21         |
| 2014 | 336.000     | 382.000     | 88,0        | 34         | 26         | 8          | 9.882                     |         | 8         | 8         | 22         |
| 2017 | 384.140     | 419.500     | 91,6        | 37         | 30         | 7          | 10.382                    |         | 7         | 8         | 22         |
| 2020 | 458.988     | 573.735     | 80,0        | 40         | 35         | 5          | 11.474                    |         | 5         | 10        | 23         |
| 2022 | 485.952     | 694.218     | 70,0        | 47         | 40         | 7          | 10.339                    | 2       | 7         | 9         | 24         |